# ماري كولنز (عالمة مناعة)
ماري كاثرين ليفنغ كولنز بروفيسورة بريطانية في علم المناعة. وهي عميدة الأبحاث في معهد أوكيناوا للعلوم والتكنولوجيا في اليابان. فيما مضى، درّست كولنز في قسم العدوى والمناعة في كلية لندن الجامعية، وكانت رئيسة قسم العلاجات المتقدمة في المعهد الوطني للمقاييس البيولوجية والتحكم، ومديرة مركز مجلس الأبحاث الطبية لعلم الفيروسات الجزيئي الطبي. تدرس مجموعة أبحاثها استخدام الفيروسات بصفة ناقلات لإدخال مورثة للخلية، والتي ستكون مفيدة لبيولوجيا الخلية التجريبية، للتطبيقات السريرية مثل العلاج الجيني، ولقاحات السرطان.

## التعليم
وُلِدت كولنز في ريدنغ في إنكلترا، ونشأت في شلتنهام، بحضور سيدات جامعة شلتنهام كيوم الخاصة للفتيات. حازت على منحة دخول مجانية إلى كلية كلير، جامعة كامبريدج، حيث درست العلوم الطبيعية (الكيمياء الحيوية). عملت على بحثها للدراسة العليا بإشراف إنريك روزنجورت في صندوق أبحاث السرطان الإمبراطوري حيث مُنحت درجة الدكتوراه من جامعة لندن عام 1983.

## المهنة والبحث
بعد حصولها على درجة الدكتوراه، انتقلت إلى زمالة ما بعد الدكتوراه مع افريون ميتشيسون في كلية لندن الجامعية لدراسة مواقع مجموعات جينات مستقبلات الخلية التائية، وبعدها عملت مع ريتشارد سي. موليجان في معهد وايتهيد في معهد ماساتشوستس للتكنولوجيا، حيث طورت ناقلات الفيروس الرجعي تعبيرًا عن السيتوكينات ومستقبلات السيتوكينات.
درّست كولنز مجموعة أبحاثها في عام 1987 في معهد أبحاث السرطان في لندن وانتقلت إلى كلية لندن الجامعية عام 1997، حيث شغلت مجموعة متنوعة من المناصب القيادية منذ ذلك الحين. عملت بشكل رئيسي في قسم علم المناعة وعلم الأمراض الجزيئي في كلية لندن الجامعية من عام 2000 إلى عام 2007، أصبحت مديرة مركز مجلس الأبحاث الطبية لعلم الفيروسات الجزيئي الطبي في عام 2005، أصبحت مديرة قسم العدوى والمناعة في كلية لندن الجامعية عام 2008، وعُيّنت عميدة كلية علم الحياة بين عام 2009 وعام 2014. تنحت من منصب عميدة لتكون رئيسة قسم العلاجات المتقدمة في المعهد الوطني للمعايير البيولوجية والتحكم.
كانت كولنز من بين العالمات النساء البارزات في كلية لندن الجامعية في سلسلة من المقابلات التي نشرها مجلس البحوث الطبية (MRC) في احتفال يوم المرأة العالمي عام 2011 وكانت واحدة من اثنتين من نساء كلية لندن الجامعية شاركتا في «نساء في حدث علمي» بالتعاون مع جامعة سنترال سانت مارتينز للفنون والتصميم في عام 2012. في كانون الأول عام 2015، أُعلِنَ أن البروفيسورة كولنز ستكون عميدة البحوث في معهد أوكيناوا للتكنولوجيا. تكهّنت مجلة فوربز بأنها ستشرف على 110ملايين من الموارد المالية التابعة للحكومة اليابانية في المعهد.
تدرس مجموعة أبحاث كولنز استخدام الفيروسات -الفيروسات البطيئة بشكل خاص (المجموعة التي ينتمي إليها فيروس نقص المناعة البشرية)- كناقلات لنقل الجينات الجديدة إلى الخلايا وكطريقة لتطوير اللقاحات. ولأن الفيروسات البطيئة مثل فيروس العوز المناعي (نقص المناعة)(HIV) على وجه التحديد تصيب مناعة الخلايا المسماة بالخلايا التائية، يمكن استخدام نسخة معدلة وراثياً من الفيروس المعطّل في نقل البروتينات المناعية إلى الخلايا التائية لحث استجابة المناعية. دُرس هذا النظام بنجاح في مختبر الفئران.

## الجوائز والأوسمة
انتُخبت كولنز لزمالة الأكاديمية للعلوم الطبية (FMedSci).

## معلومات شخصية
تزوجت كولنز من تيم هانت عام 1995، الذي مُنحَ جائزة نوبل في الطب أو علم وظائف الأعضاء في عام 2001. لهما اثنان من الأولاد.